# 阮福綿寓
阮福綿寓（越南语：／，1833年4月29日—1847年3月20日），字寄齋，越南阮朝明命帝第六十四子，生母貴人黎氏祿。生於明命十四年三月初十日（1833年4月29日），紹治七年二月初四日（1847年3月20日）去世，壽十五歲，嗣德二十年（1867年），列祀展親祠。咸宜元年（1885年）秋，合祀親勳祠。
他是鎮邊郡公阮福綿寈、豐國公阮福綿𡨊、和美公主阮玉莊靜、皇女阮玉嫻貞的同母弟。
紹治五年（1845年）七月，阮福綿寓獲賜豸字部用於後裔命名，但他沒有留下後代。